# Billesjön, Halland
Billesjön är en sjö i Halmstads kommun i Halland och ingår i Nissans huvudavrinningsområde.